# Bataille de Marïnka (2022-2023)
Pour les articles homonymes, voir Bataille de Marïnka.
Invasion de l'Ukraine par la Russie de 2022
Batailles
Offensive de Kiev (Jytomyr, Kiev) : 
- 1re Hostomel
- Tchernobyl
- Ivankiv
- Kiev
- 2e Hostomel
- Vassylkiv
- Boutcha
- Irpin
  - Bombardement de réfugiés
- Jytomyr
- Mochtchoun
- Makariv
- Brovary

Offensive du Nord (Tchernihiv, Soumy) :
- Hloukhiv
- Slavoutytch
- Bombardements
- Soumy
- Trostianets
- Tchernihiv
- Okhtyrka
- Lebedyn
- Konotop
- Romny
- Desna
- Escarmouches frontalières

Russie  (Briansk, Belgorod) :
- Incursions en Russie occidentale
  - Oblast de Briansk
  - Oblasts de Belgorod et de Koursk
    - Incursions de 2024

  - Bombardement de Belgorod
- Oblast de Koursk (août 2024)

Campagne de l'Est (Donetsk, Louhansk, Kharkiv)
Kharkiv :
- 1re Kharkiv
  - Tchouhouïv
  - Bombardements : en février
  - en mars
  - en avril
  - du bâtiment administratif
- Izioum
- 2e Kharkiv
  - Balaklia
  - 1re Koupiansk
  - Chevtchenkove
- 3e Kharkiv

Nord du Donbass:
- Starobilsk
- Sloviansk
  - Dovhenke
  - 1re Lyman
  - Sviatohirsk
  - Bohorodychne et Krasnopillia
  - Bombardements : Bilohorivka
  - Kramatorsk
- Sievierodonetsk
  - Kreminna
  - Donets
  - Roubijné
  - Popasna
  - Tochkivka
  - Massacre
- Lyssytchansk
- 2e Kharkiv
  - Balaklia
  - 1re Koupiansk
  - Chevtchenkove
  - 2e Lyman
- Oblast de Louhansk
  - Ligne Svatove-Kreminna
  - Serebryansky
  - 2e Koupiansk

 Centre du Donbass:
- Horlivka
- Popasna
- Svitlodarsk
- Bakhmout
  - Soledar
- Siversk
- Tchassiv Iar
- Toretsk
- Kourakhove
- Velyka Novossilka
- Novopavlivka

Sud du Donbass :
- Volnovakha
- Marioupol
  - Bombardements : de l'hôpital
  - du théâtre
  - de l'école d'art
- Pisky
- Vouhledar
  - Pavlivka
- Marïnka
- Contre-offensive de 2023
- Avdiïvka
- Novomykhaïlivka
- Pokrovsk
  - Krasnohorivka
  - Toretsk
- Bombardements :
- Makiïvka
- Donetsk

Campagne du Sud (Mykolaïv, Kherson, Zaporijjia)
- 1re Kherson
- Odessa
- Melitopol
- Mykolaïv
  - Bombardements : à fragmentation
  - du bâtiment administratif
- 1re Berdiansk
- Zaporijjia
- Tchornobaïvka
- Enerhodar
- Voznessensk
- Houliaïpole
- Davydiv Brid
- 2e Berdiansk
- Nova Kakhovka
- 2e Kherson
  - Doudtchany
- Dniepr
- Tchoulakivka
- Contre-offensive de 2023
  - Robotyne

Frappes aériennes dans l'Ouest et le Centre de l'Ukraine
- Lviv (02/2022)
- Vinnytsia (03/2022)
- Yavoriv (03/2022)
- Deliatyne (03/2022)
- Dnipro
- Rivne

Guerre navale
- Île des Serpents (02/2022)
- Moskva (04/2022)

Attaques en Crimée
- Novofedorivka (08/2022)
- Djankoï (08/2022)
- Pont de Crimée (10/2022)
- Base navale de Sébastopol (10/2022)
- Pont de Crimée (07/2023)
- Base navale de Sébastopol (09/2023)

Débordement
- Aéroport de Millerovo
- Sabotages en Russie
- Attaques en Transnistrie
- Sabotage des gazoducs Nord Stream
- Terrain d'entraînement militaire de Soloti
- Explosions en Pologne
- Bases aériennes de Dyagilevo et Engels-2
- Base aérienne de Minsk-Matchoulichtchi
- Crise russo-moldave de 2023
  - Accusations de tentative de coup d'État en Moldavie
- Incident de drone de 2023 en mer Noire
- Rébellion du groupe Wagner

Massacres
- Tchernihiv
- Boutcha
- Borodianka
- Olenivka
- Izioum

La 2ème bataille de Marïnka est un engagement militaire se déroulant dans le cadre de l'invasion de l'Ukraine par la Russie et plus précisément de la campagne de l'est de l'Ukraine. Les combats se concentrent dans et autour de la ville industrielle de Marïnka, 9 000 habitants, située en périphérie de la ville de Donetsk.
En juin 2015, la ville est le théâtre d'une bataille d'une journée, l'un des premiers affrontements majeurs de la guerre du Donbass après la signature en février de Minsk II, au cours duquel les forces ukrainiennes repoussent une attaque des forces séparatistes.

## Bataille

### 2022
Les combats pour la ville elle-même débutent le 17 mars 2022, lorsque des obus incendiaires 9M22C sont tirés par un système BM-21 Grad.
À la mi-avril, au début de la bataille du Donbass, les forces russes lancent de multiples attaques sur Marïnka, bombardée dès le 17 mars par des systèmes BM-21 Grad puis par des munitions au phosphore blanc (interdit),,. Dès le 19 avril, les forces ukrainiennes repoussent les multiples assauts russes,,.
Après la fin du siège de Marioupol, l'ISW rapporte que les forces russes ont recentré leurs efforts sur Marïnka. Tout au long du mois de mai, le sud de Marïnka bascule entre contrôle ukrainien et contrôle russe alors que les combats s'intensifient. Plusieurs assauts russes sont repoussés le 25 juin par les Ukrainiens . Selon le ministère russe de la Défense, la 54e brigade mécanisée ukrainienne a perdu au 3 juillet « plus de 60 % de son personnel et de son équipement » lors des affrontements à Marïnka, bien que ces affirmations ne pouvaient pas être vérifiées de manière indépendante.
Les combats s'intensifient de fin juillet à début août, en commençant par une attaque russe le 11 juillet sur la ville et qui a échoué . Deux autres offensives ont lieu les 30 juillet et 1er août mais ne rencontrent pas le succès escompté ,. Le 5 août, les forces de la RPD et les mercenaires du groupe Wagner prétendent contrôler la moitié de la ville. Le 25 août, les forces russes attaquent de nouveau Marïnka, ne faisant aucun gain territorial. Tout au long du mois d'août, les forces russes réalisent de petites avancées sur Marïnka. Selon l'ISW, la ligne de front se fige tout au long du mois de septembre. En octobre, des images géolocalisées montrent que les troupes russes ont avancé autour de l'autoroute C051101 au nord de Marïnka.
À partir de début novembre, de féroces combats ont lieu, des sources prorusses revendiquent des gains marginaux dans la ville, bien que ceux-ci n'aient été confirmés par aucune preuve visuelle. Le 13 décembre, les forces russes de la RPD contrôlent 70 % de la ville et les forces ukrainiennes en contrôlent la moitié ouest après la rue Druzhba. Le président de la RPD, Denis Pouchiline, affirme que les forces russes prendront « bientôt » le contrôle de la localité. Selon le gouverneur de l'oblast de Donetsk, Pavlo Kyrylenko, Marïnka et les zones environnantes sont « invivables », ajoutant qu'« aucune maison n'est restée debout ». Le 24 décembre, le ministère russe de la Défense revendique des gains territoriaux à l'intérieur de la ville, bien que les forces ukrainiennes demeurent profondément retranchées dans le centre de la ville. L'Ukraine affirme avoir repoussé plusieurs assauts russes.

### 2023
Le 11 janvier 2023, le journal russe Izvestia indique que la 42e division de fusiliers motorisés de la Garde est engagée dans la bataille.
En janvier 2023, des soldats ukrainiens déclarent que les combats à Marïnka sont « infernaux » et que la plupart des combats se déroulent à une distance de 10 à 20 mètres. Une grande partie de la ville étant en ruine, les combats ont lieu derrière les décombres, les objets ménagers et dans les sous-sols. D'après le colonel Yaroslav Chepurnyi, parmi les unités ukrainiennes stationnées à Marïnka, la 79e brigade d'assaut aérien est l'unité ayant subi « les plus grandes pertes ». Le 1er février, l'Ukraine revendique avoir infligé « des pertes importantes » lors d'une attaque russe contre Marïnka. Le 8 février, l'ancien ministre adjoint de l'Intérieur de la RPL, Vitali Kisseliov, affirme que des éléments de la 150e division de fusiliers motorisés consolident leurs positions dans certaines parties de l'ouest de la ville. Selon l'état-major ukrainien, les affrontements s'intensifient le 2 février avec au moins treize affrontements intenses, d'une durée de deux heures, à Marïnka. Le 21 février, plusieurs assauts russes sont repoussés.
Le 5 décembre 2023, le Ministère de la Défense (Royaume-Uni) indique qu' : « Au cours des dernières semaines, les forces russes ont réalisé des avancées insidieuses à travers les ruines de Marïnka. La Russie contrôle désormais probablement la majeure partie de la zone urbanisée. Cependant, les forces ukrainiennes contrôlent encore des poches de territoire à la lisière ouest de la ville. »
Le 25 décembre, la Russie en revendique le contrôle complet, affirmation démentie par l'armée ukrainienne qui déclare que des combats se poursuivent,.
Le 26 décembre, le commandant en chef des forces ukrainiennes, Valeri Zaloujny, confirme que les Russes ont pris la ville, en précisant que ses forces s'étaient repliées vers la périphérie de Marïnka,« Le fait que nous nous soyons déplacés vers la périphérie de Marinka et que, dans certains endroits, nous ayons déjà dépassé les limites de la localité, ne doit pas susciter un tollé général ».

## Analyse
Selon The New York Times, au 4 janvier 2024, malgré la valeur stratégique limitée de Marïnka en ruine, la capture de la ville est l'avancée territoriale la plus importante de la Russie depuis la capture de la ville de Bakhmout en mai 2023. Selon The Times, la conquête de la ville permet aux Russes de se concentrer sur celles de Kourakhove, Vouhledar et Pokrovsk dans le cadre de l'objectif plus large de prendre l'ensemble du Donbass. En outre, la perte de Marïnka est également une perte symbolique pour l'armée ukrainienne, qui n'avait reconquis aucune grande agglomération tout au long de l'année 2023, sa contre-offensive estivale étant au point mort à la fin de l'année.